# Copa Juan Pinto Duran 1979
Copa Juan Pinto Duran 1979 – szósta edycja turnieju towarzyskiego o Puchar Juana Pinto Durana między reprezentacjami Urugwaju i Chile rozegrana w 1979 roku.

## Mecze
| 11 lipca Santiago |  | Chile | 1 | - | 0 | Urugwaj |

| 18 lipca Montevideo |  | Urugwaj | 2 | - | 1 | Chile |

## Końcowa tabela
| M | Reprezentacja | L.m. | Zw. | Rem. | Por. | Bramki | R.br. | Pkt |
| 1 | Chile         | 2    | 1   | 0    | 1    | 2:2    | 0     | 2   |
| 1 | Urugwaj       | 2    | 1   | 0    | 1    | 2:2    | 0     | 2   |

Triumfatorem turnieju Copa Juan Pinto Duran 1979 zostały zespoły: Chile i Urugwaju.